# Băița (gmina)
Băița – gmina w Rumunii, w okręgu Hunedoara. Obejmuje miejscowości Barbura, Băița, Căinelu de Sus, Crăciunești, Fizeș, Hărțăgani, Lunca, Ormindea, Peștera, Săliște i Trestia. W 2011 roku liczyła 3712 mieszkańców.